# فلاح الفضلي
فلاح الفضلي هو إعلامي عراقي ولد في سنة 1970 في مدينة النجف، وهو خريج جامعة بغداد قسم اللغة العربية، كان يعمل مع قناة الفيحاء الفضائية مقدماً لبرنامج الفيحاء هذا المساء وألتي كان يكشف فيها العديد من ملفات الفساد بالإضافة إلى انتقاده للسياسيين العراقيين وانتقاده للميليشيات المسلحة إلى أن جائت تهديدات له بقطع رأسه ما لم يتم إيقاف برنامجه في حين قامت قناة الفيحاء بقطع برنامجه ليهرب كلاجئ بعدها إلى السويد في سنة 2016.